# Superb (Schiff, 1760)
Die Superb war ein 74-Kanonen-Linienschiff (Zweidecker) 3. Ranges der Bellona-Klasse der britischen Marine, das von 1760 bis 1783 in Dienst stand.

## Geschichte
Die Superb wurde am 28. November 1757, zusammen mit ihren Schwesterschiffen Bellona und Dragon, bestellt. Sie wurde am 12. April 1758 auf der Deptford Dockyard in Deptford (London) auf Kiel gelegt am 27. Oktober 1760 vom Stapel gelassen und am 19. Dezember 1760 unter dem Kommando von Joshua Rowley in Dienst gestellt. Die Baukosten betrugen 39.802 Pfund und 6 Schilling.
Die Superb schlug am 7. November 1783 in den Tellicherry Toads (Bombay) leck  und versank.

## Liste der Kommandanten
| Name                               | Beginn der Amtszeit | Ende der Amtszeit |
| ---------------------------------- | ------------------- | ----------------- |
| Kapitän Joshua Rowley              | 28. November 1760   | 2. März 1763      |
| Kapitän Robert Hathorn             | 21. Oktober 1763    | 12. Oktober 1766  |
| Kapitän Jonathon Faulknor          | 12. Oktober 1766    | 15. November 1769 |
| Kapitän John Carter Allen          | 15. November 1769   | 26. Mai 1770      |
|                                    |                     |                   |
| Kapitän Robert Simonton            | 9. Juli 1778        | 23. Oktober 1780  |
| Kapitän William Stevens            | 2. Januar 1782      | 1. März 1782      |
| Commander/Kapitän Dunbar Maclellan | 1. März 1782        | 6. Juli 1782      |